# Glycaspis munita
Glycaspis munita är en insektsart som beskrevs av Moore 1970. Glycaspis munita ingår i släktet Glycaspis och familjen rundbladloppor. Inga underarter finns listade i Catalogue of Life.